# Zonska nogometna liga Brčko 1986./87.
Zonska nogometna liga Brčko je bila liga petog stupnja nogometnog prvenstva Jugoslavije u sezoni 1986./87. 
 Sudjelovalo je 14 klubova, a prvak je bio "Napredak" iz Matića. 

## Ljestvica
| mj. | klub                   | ut. | pob. | ner. | por. | gol+ | gol- | bod     |
| --- | ---------------------- | --- | ---- | ---- | ---- | ---- | ---- | ------- |
| 1.  | Napredak Matići        | 26  | 14   | 4    | 8    | 56   | 32   | 32      |
| 2.  | Dinamo Donja Mahala    | 26  | 11   | 9    | 6    | 38   | 35   | 31      |
| 3.  | Mladost Čelić          | 26  | 12   | 5    | 9    | 44   | 27   | 29      |
| 4.  | Omladinac Mionica      | 26  | 11   | 6    | 9    | 52   | 39   | 27 (-1) |
| 5.  | Mladost Lončari        | 26  | 8    | 11   | 7    | 42   | 38   | 27      |
| 6.  | Radnik Hrvatska Tišina | 26  | 12   | 3    | 11   | 47   | 55   | 27      |
| 7.  | Sloga Tolisa           | 26  | 9    | 8    | 9    | 43   | 36   | 26      |
| 8.  | Posavac Ugljara        | 26  | 11   | 5    | 10   | 41   | 45   | 26 (-1) |
| 9.  | Rudar Ugljevik         | 26  | 11   | 3    | 12   | 43   | 43   | 25      |
| 10. | Majevica Lopare        | 26  | 11   | 4    | 11   | 36   | 37   | 25 (-1) |
| 11. | Rahić (Gornji Rahić)   | 26  | 11   | 2    | 13   | 46   | 41   | 24      |
| 12. | Graničar Brezovo Polje | 26  | 9    | 5    | 12   | 41   | 49   | 23      |
| 13. | Crvena zvijezda Gajevi | 26  | 10   | 3    | 13   | 37   | 57   | 23      |
| 14. | Brčko 72               | 26  | 6    | 4    | 16   | 34   | 54   | 16      |

- Hrvatska Tišina – danas dio Tišine

## Rezultatska križaljka
| kratica | klub                   | BRČ | CRZ | DIN | GRA | MAJ | MLAČ | MLAL | NAP | OML | POS | RAD | RAH | RUD | SLO |
| --- | ---------------------- | --- | --- | --- | --- | --- | ---- | ---- | --- | --- | --- | --- | --- | --- | --- |
| BRČ | Brčko 72               |     |     |     |     |     |      |      |     |     |     |     |     |     |     |
| CRZ | Crvena zvijezda Gajevi |     |     |     |     |     |      |      |     |     |     |     |     |     |     |
| DIN | Dinamo Donja Mahala    |     |     |     |     |     |      |      |     |     |     |     |     |     |     |
| GRA | Graničar Brezovo Polje |     |     |     |     |     |      |      |     |     |     |     |     |     |     |
| MAJ | Majevica Lopare        |     |     |     |     |     |      |      |     |     |     |     |     |     |     |
| MLAČ | Mladost Čelić          |     |     |     |     |     |      |      |     |     |     |     |     |     |     |
| MLAL | Mladost Lončari        |     |     |     |     |     |      |      |     |     |     |     |     |     |     |
| NAP | Napredak Matići        |     |     |     |     |     |      |      |     |     |     |     |     |     |     |
| OML | Omladinac Mionica      |     |     |     |     |     |      |      |     |     |     |     |     |     |     |
| POS | Posavac Ugljara        |     |     |     |     |     |      |      |     |     |     |     |     |     |     |
| RAD | Radnik Hrvatska Tišina |     |     |     |     |     |      |      |     |     |     |     |     |     |     |
| RAH | Rahić (Gornji Rahić)   |     |     |     |     |     |      |      |     |     |     |     |     |     |     |
| RUD | Rudar Ugljevik         |     |     |     |     |     |      |      |     |     |     |     |     |     |     |
| SLO | Sloga Tolisa           |     |     |     |     |     |      |      |     |     |     |     |     |     |     |
| |                        |     |     |     |     |     |      |      |     |     |     |     |     |     |     |
| podebljan rezultat - utakmice od 1. do 13. kola (1. utakmica između klubova) rezultat normalne debljine - utakmice od 14. do 26. kola (2. utakmica između klubova) rezultat nakošen - nije vidljiv redoslijed odigravanja međusobnih utakmica iz dostupnih izvora rezultat nakošen i smanjen * - iz dostupnih izvora nije uočljiv domaćin susreta prekrižen rezultat - poništena ili brisana utakmica p - utakmica prekinuta 3:0 p.f. / 0:3 p.f. - rezultat 3:0 bez borbe n.i. - nije igrano |                        |     |     |     |     |     |      |      |     |     |     |     |     |     |     |

 Izvori: 